# Shen Duo
Shen Duo (chiń. 沈铎; pinyin Shēn Duō; ur. 9 czerwca 1997 w Liyang) – chińska pływaczka specjalizująca się w stylu dowolnym, mistrzyni świata i czterokrotna złota medalistka igrzysk azjatyckich.

## Kariera pływacka
We wrześniu 2014 roku podczas igrzysk azjatyckich w Inczon zdobyła cztery złote medale. Zwyciężyła na dystansie 100 i 200 m stylem dowolnym oraz w sztafetach 4 × 100 i 4 × 200 m kraulem.
Trzy miesiące później została wicemistrzynią świata na krótkim basenie w sztafecie 4 × 200 m stylem dowolnym. Indywidualnie nie zakwalifikowała się do finałów 100 i 200 m kraulem. W obu tych konkurencjach zajęła 12. miejsce.
Na mistrzostwach świata w Kazaniu wywalczyła dwa medale. Została mistrzynią świata w sztafecie 4 × 100 m stylem zmiennym i zdobyła brąz w sztafecie 4 × 200 m stylem dowolnym. Na dystansie 200 m kraulem uzyskała czas 1:56,27 i zajęła szóste miejsce. W konkurencji 100 m stylem dowolnym z czasem 54,76 uplasowała się na ósmej pozycji. Płynęła też w sztafecie kraulowej 4 × 100 m. Chinki w finale zajęły siódme miejsce.
Podczas igrzysk olimpijskich w Rio de Janeiro w 2016 roku na dystansie 200 m stylem dowolnym zajęła piąte miejsce ex aequo z Australijką Bronte Barratt. Obie pływaczki uzyskały czas 1:55,25. W konkurencji 100 m kraulem zakwalifikowała się do półfinału, ale ostatecznie nie wzięła w nim udziału. Płynęła także w sztafecie 4 × 200 m stylem dowolnym, która w finale była czwarta. Shen brała również udział w wyścigach eliminacyjnych sztafet 4 × 100 m stylem dowolnym i 4 × 100 m stylem zmiennym.
W 2017 roku na mistrzostwach świata w Budapeszcie płynęła w eliminacjach sztafet 4 × 200 m stylem dowolnym. Otrzymała srebrny medal, kiedy Chinki zajęły w finale drugie miejsce.